# Jean Leonetti
Jean Leonetti, (9. srpnja 1948., Marseille)  je francuski političar.

## Životopis
Rođen je 9. srpnja 1948. u Marseilleu (departman Bouches-du-Rhône).
Jean Leonetti je od lipnja 2011. godine na funkciji Ministra za europske poslove pri Ministarstvu za vanjske i europske poslove Francuske Republike.
Po struci je doktor medicine, a radio je kao bolnički kardiolog.
Izabran je za zastupnika departmana Alpes-Maritimes 1997., 2002. i 2007.
Bio je predsjednik Zajednice urbanih područja Sophia Antipolis od 2002. do 2008. te gradonačelnik Antibes-Juan-les-Pinsa, od 1995 godine. Također je bio vijećnik Antibes-Juan-les-Pinsa od 1989. do 1995. godine.
Od stranačkih funkcija treba spomenuti da je bio prvi potpredsjednik kluba UMP-a u nacionalnoj skupštini, od 2004. do 2011. godine, i da je bio predsjednik Saveza UDF-a za departman Alpes-maritimes.
Predsjednik je Bolničkog saveza Francuske od 2010. do 2011. godine.
Posljednja objavljena djela su mu : 
- Le principe de modération izdavač: Editions Michalon, 2003.,
- Vivre ou laisser mourir izdavač: Editions Michalon, 2004.,
- A la lumière du crépuscule izdavač: Editions Michalon, 2008.),
- Quand la science transformera l’humain izdavač: Editions Plon, 2009.